# Мечеть Ешрефоглу
Мечеть Ешрефоглу — мечеть XIII століття, що розташована в Бейшехірі, провінція Конья, Туреччина. Вона знаходиться в 100 метрах на північ від озера Бейшехір.

## Історія
Протягом останніх років Конійського султанату різні губернатори сельджуків мали часткову автономію. Вони створили власні квазідержави, так звані Анатольскі Бейлики. Ешрефідс ( 1280-1326 ) було невеликим бейликом у центрі західної Анатолії. Після 1288 року Сюлейман Бей, другий бей Ешрефідсів, відновив місто Бейшехір та зробив його столицею свого бейлика. Хоча мітсо було відносно неважливою політичною силою, проте воно процвітало та стало одним із культурних центрів сельджуків. У 1296 році Сюлейман профінансував будівництво мечеті, яка стала однією з найбільших мечетей періоду Анатольских Бейликів. У 1302 р. Сюлейман Бей помирає і його хоронять у труні поруч з мечеттю Ешрефоглу. 

## Технічні деталі
Мечеть - прямокутна будівля 31,8 на 46,55 метрів. Але кут на північно-східну сторону збільшений, щоб збільшити розмір входу в мечеть. Його розмір — 7,1 на 10,1 метрів. Також в мечеті є дві брами та 35 вікон. Дах підтримується 42 дерев'яними колонами. Довжина кожної колони становить 7.5 метрів, а їх діаметр 40 сантиметрів. 
Через сім століть, на відміну від більшості інших дерев’яних будівель сельджуків, ця мечеть збереглась та використовується для регулярних релігійних служб. Дерев'яні колони виготовлені з кедра, і згідно з легендою, вони були замочені в озері Бейшехір протягом півроку, після чого були використані в будівництві. У центрі мечеті знаходиться яма для снігу, яка до 1940 року використовувалася для заповнення снігом із довколишніх гір. Цей сніг охолоджував мечеть під час літа і забезпечував необхідну вологість дерев’яній конструкції. 

## Попередній список світової спадщини ЮНЕСКО
15 квітня 2011 року мечеть була внесена до Попереднього списку Світової спадщини ЮНЕСКО. Обґрунтування було таким: «Мечеть Ешрефоглу має всі основні елементи ранньої анатолійської турецької архітектури.Будівля має найбільші, найкраще збережені дерев’яні колони та дахо в ісламському світі». 

## Галерея

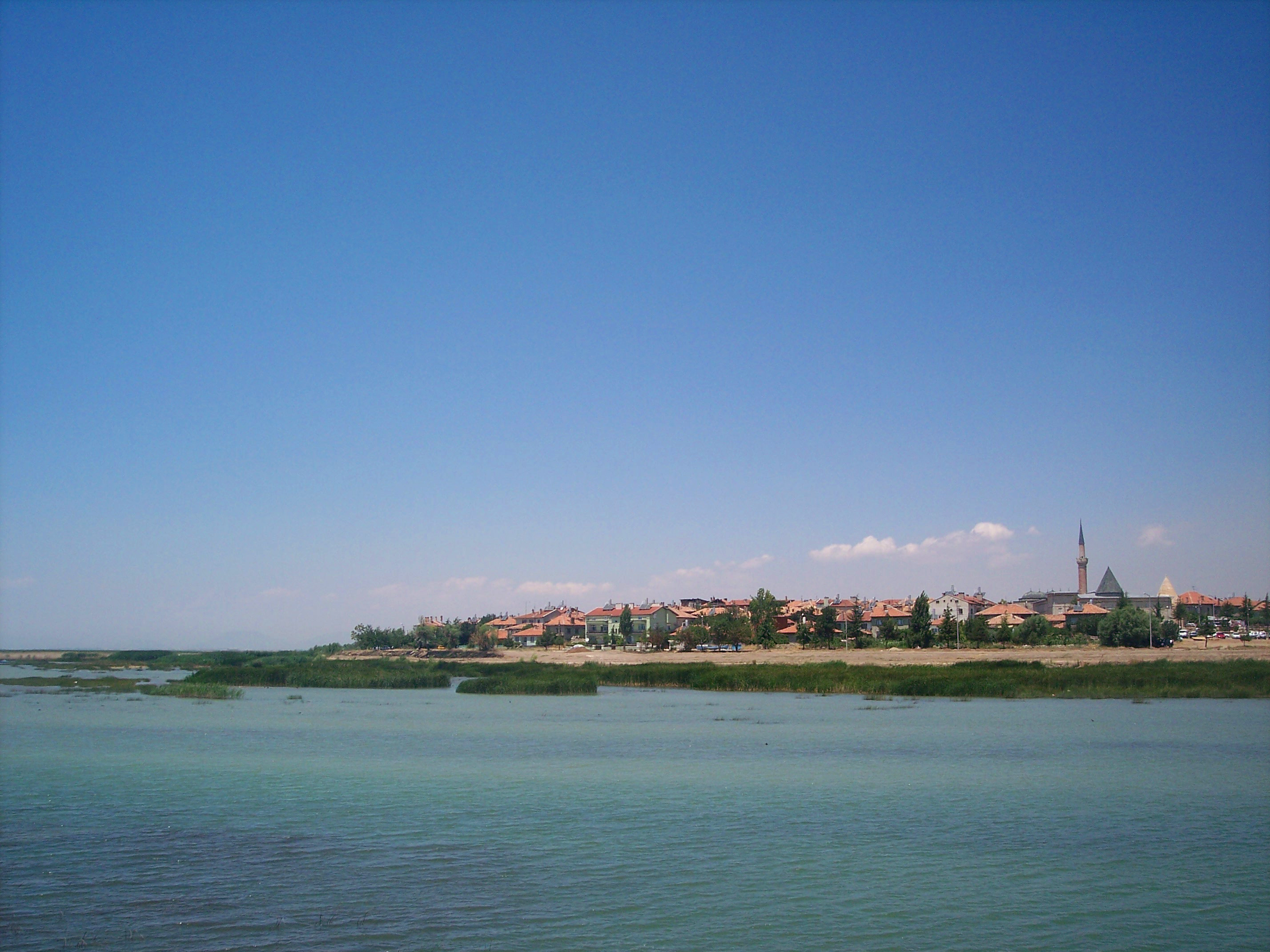
Вид на місто Бейсехір з озера, мечеть Ешрефоглу справа з мінаретом.
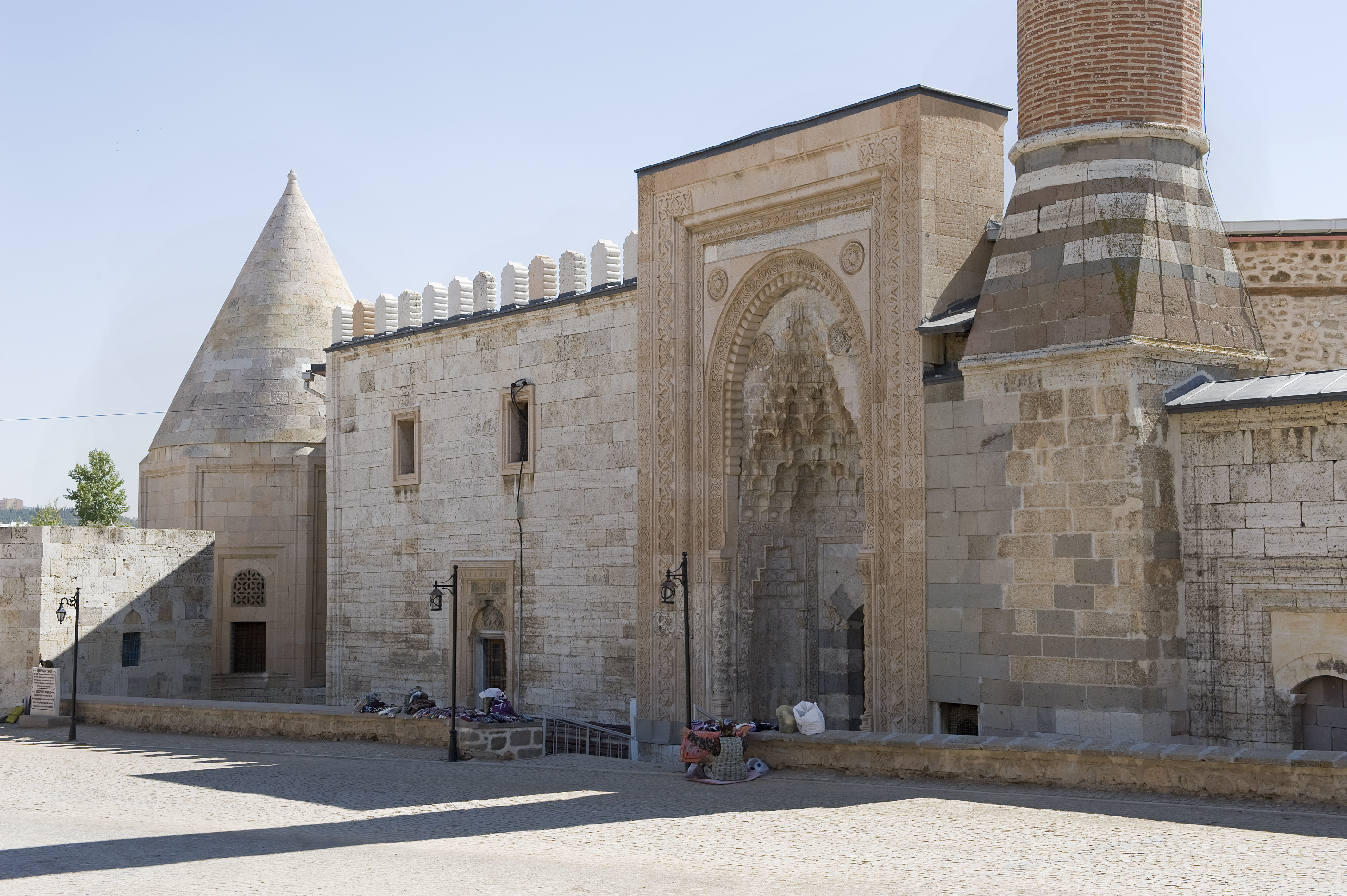
Екстер'єр мечеті Ешрефоглу
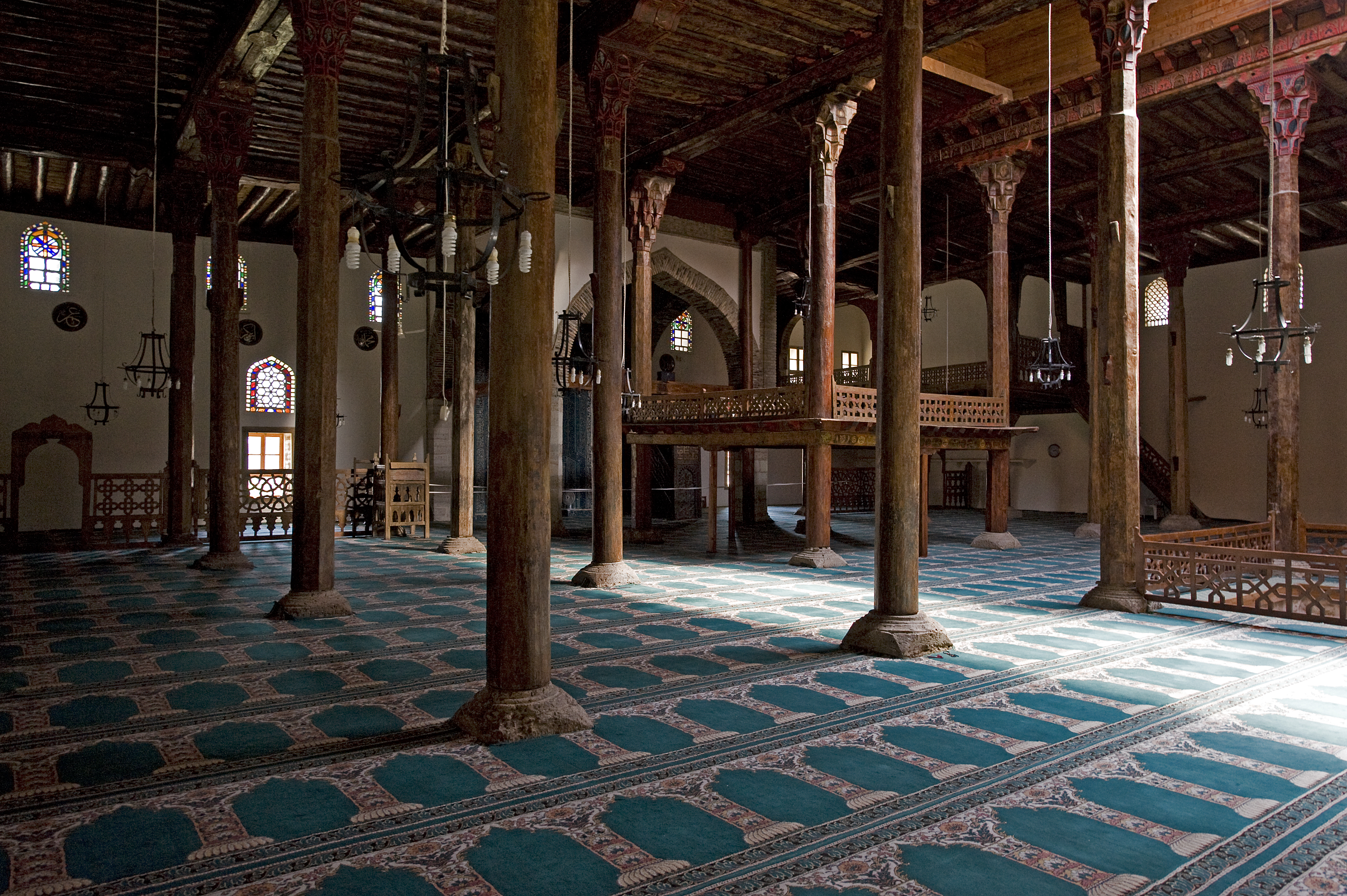
Інтер'єр мечеті Ешрефоглу
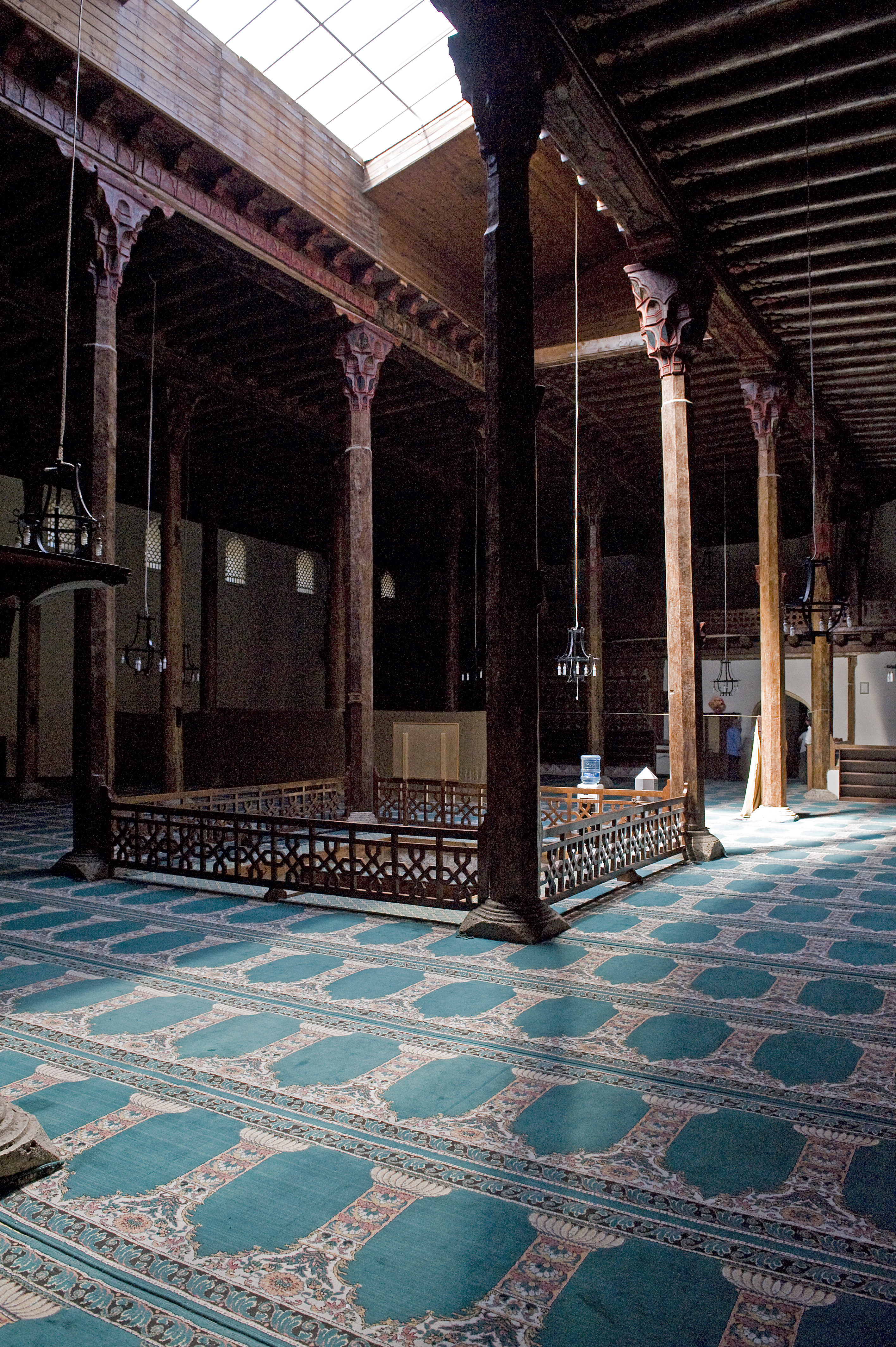
Снігова яма
Балкон
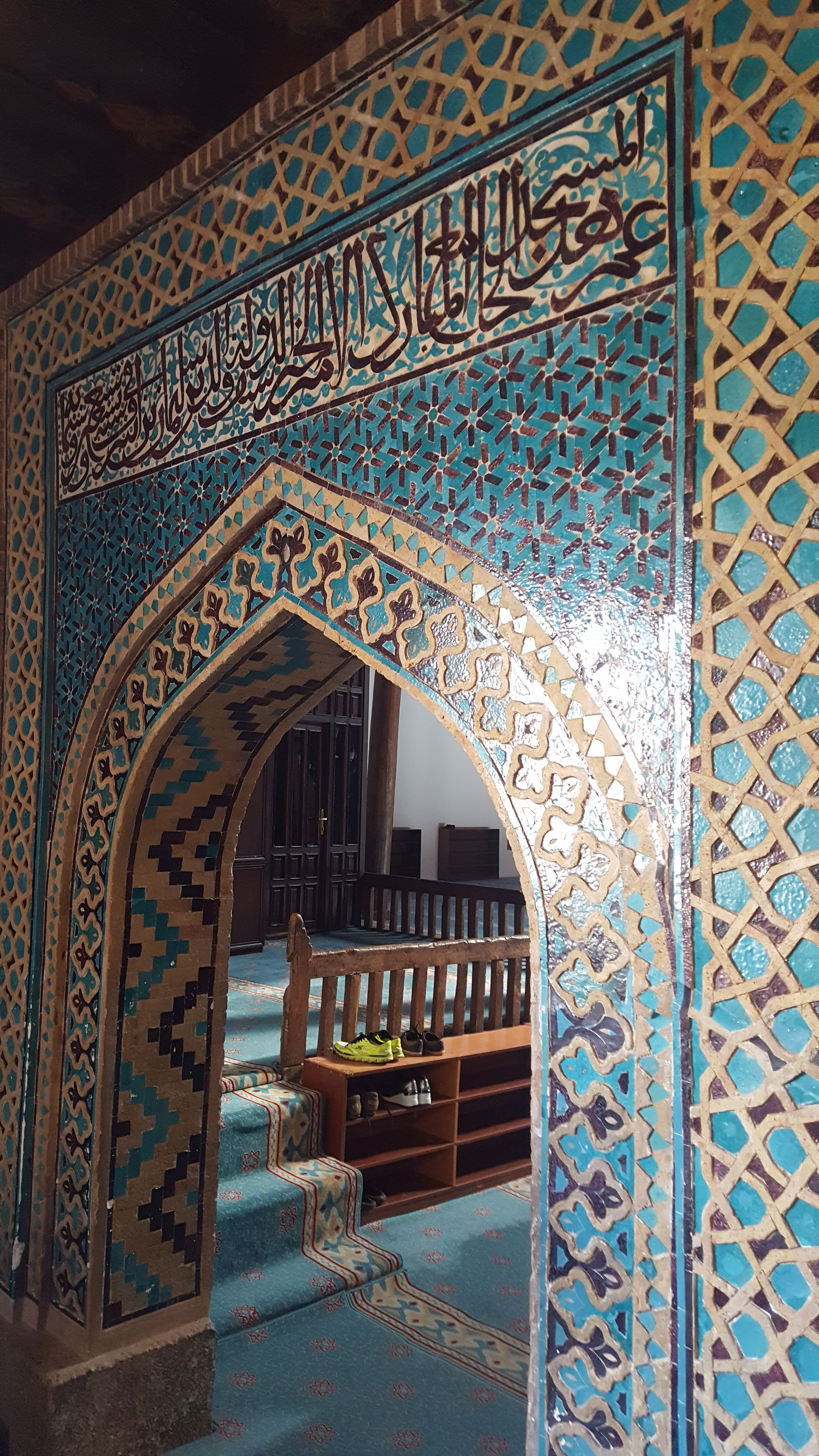
Вхід в мечеть
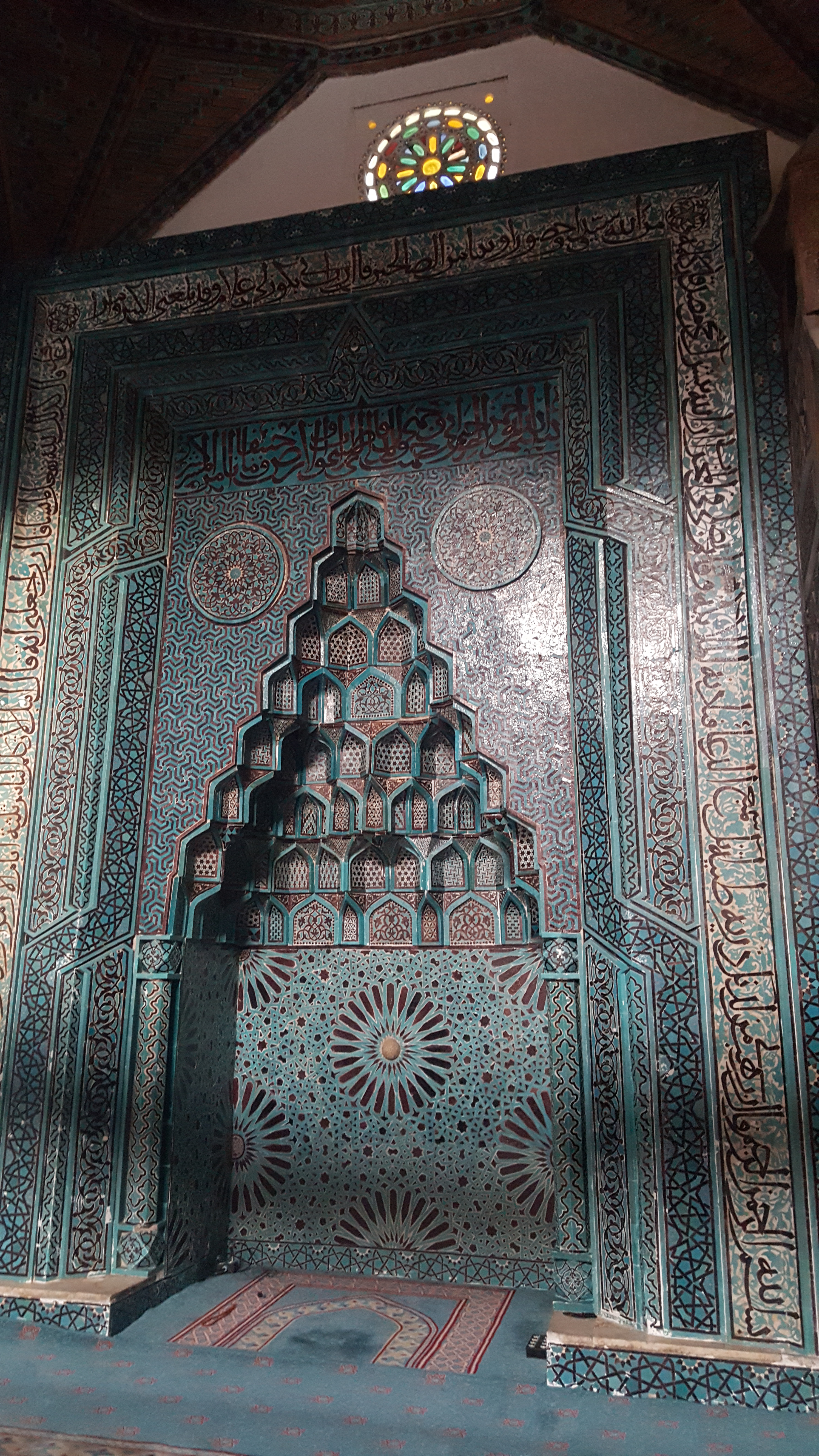
Міхраб
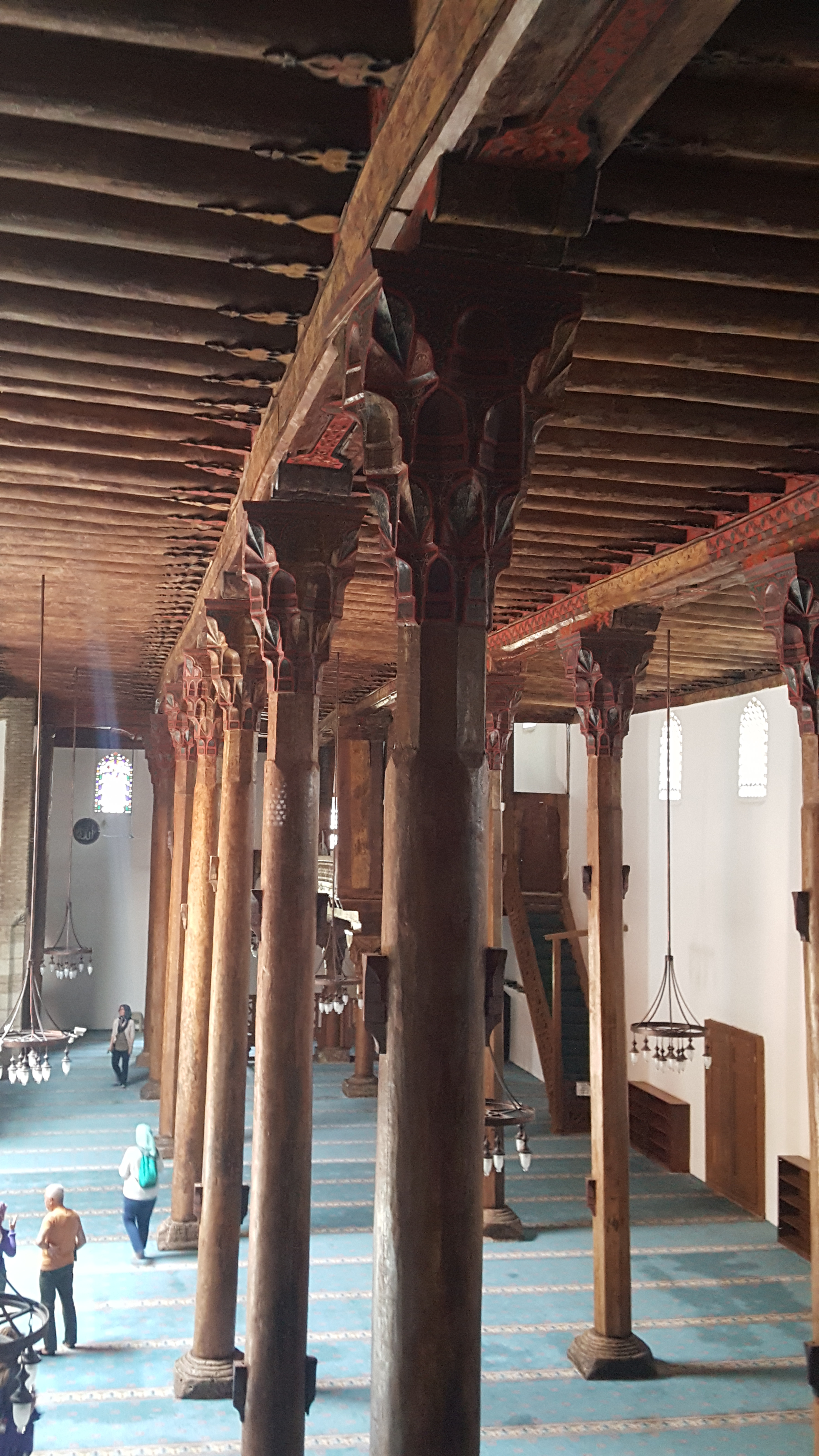
Колони
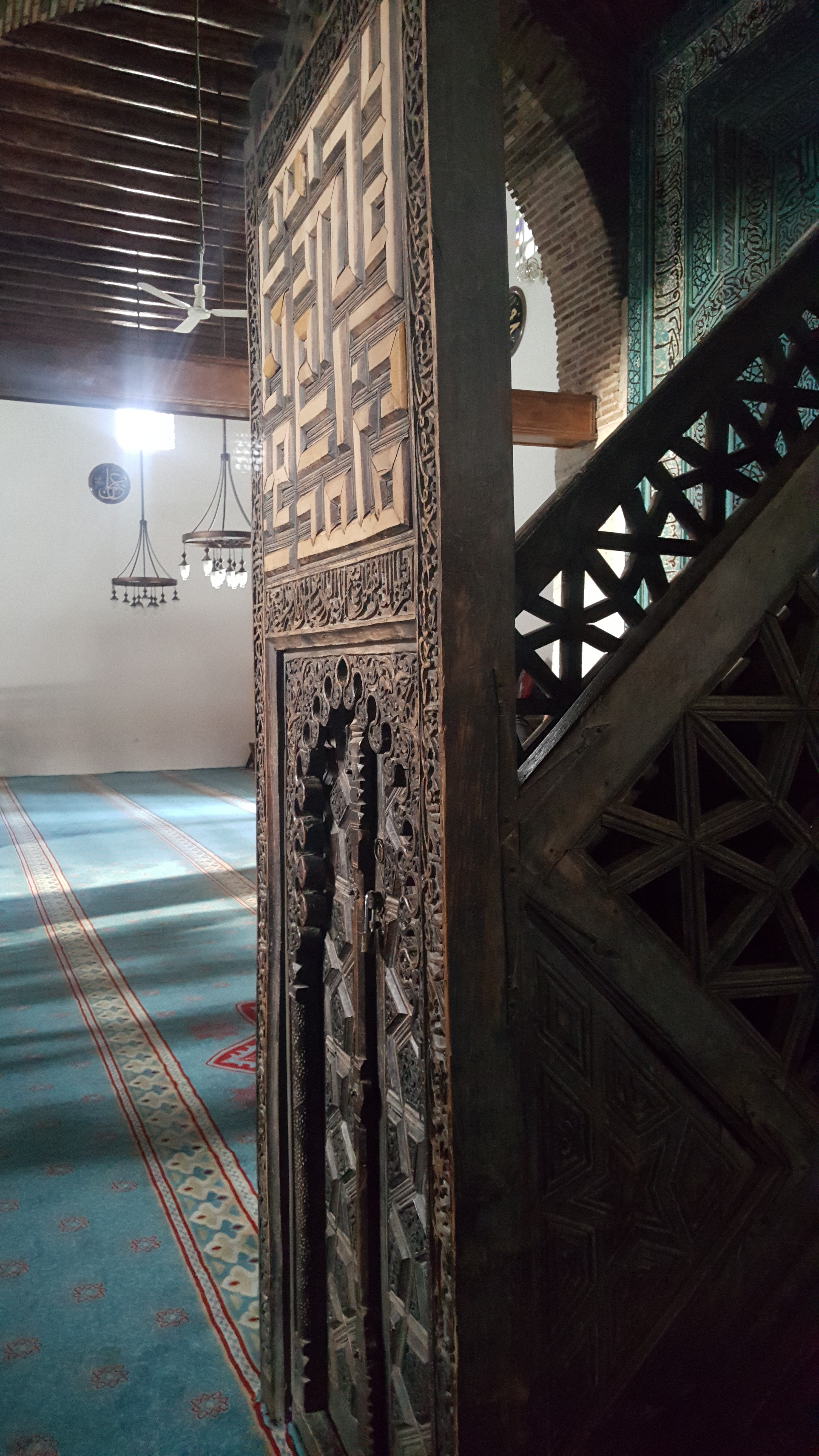
Мінбар
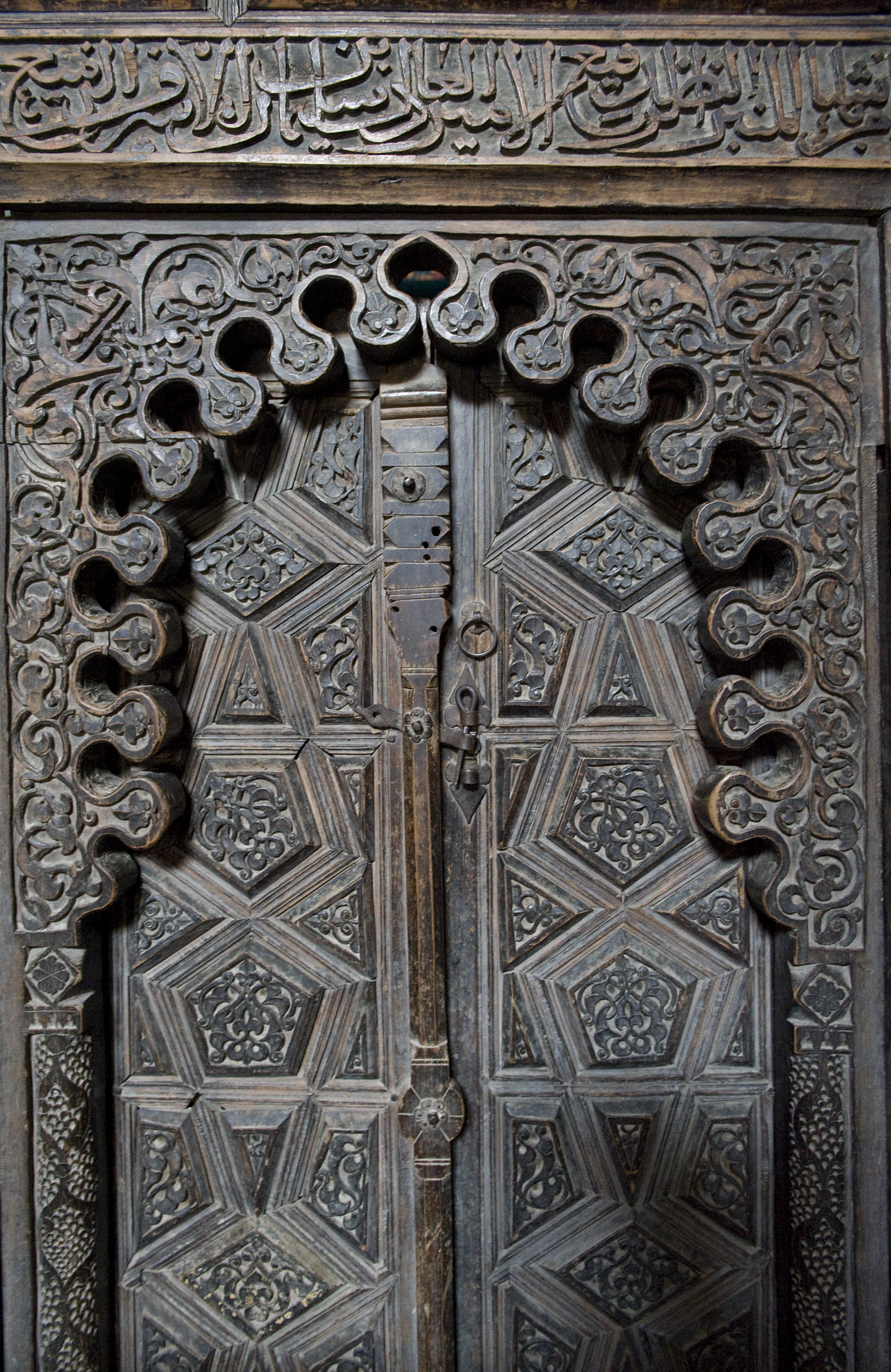
Двері мінбару